# Johnston Murray
Johnston Murray (* 21. Juli 1902 in Emet, Johnston County, Oklahoma-Territorium; † 16. April 1974 in Oklahoma City, Oklahoma) war ein US-amerikanischer Politiker und von 1951 bis 1955 der 14. Gouverneur des Bundesstaates Oklahoma.

## Frühe Jahre und politischer Aufstieg
Johnston Murray war der Sohn von William H. Murray, der zwischen 1931 und 1935 Gouverneur von Oklahoma war. Er besuchte bis 1924 die Murray State School of Agriculture. In den folgenden Jahren arbeitete er in vielen Berufen. Unter anderem begleitete er seinen Vater nach Bolivien, wo dieser in den 1920er Jahren als Viehzüchter tätig war. Danach arbeitete Johnston Murray im Zeitungsgeschäft und dann im Ölgeschäft. Zeitweise war er auch für die Douglas-Flugzeugwerke tätig. Im Jahr 1946 machte er dann an der University of Oklahoma sein juristisches Examen. Danach trat er auch als Rechtsanwalt bei Strafverfahren auf.
Wie sein Vater war Johnston Murray Mitglied der Demokratischen Partei. Er war im Kreisvorstand der Partei im Kay County. In den Jahren 1940 und 1948 gehörte er dem Electoral College zur Präsidentschaftswahl an. 1950 wurde er zum neuen Gouverneur seines Staates gewählt, wobei er sich mit 51,1 Prozent der Stimmen gegen den Republikaner Jo O. Ferguson durchsetzte.

## Gouverneur von Oklahoma
Johnston Murray trat sein neues Amt am 8. Januar 1951 an. Als Gouverneur war er gegen Steuererhöhungen. Er wollte seinen Staat mehr unter wirtschaftlichen Aspekten führen als seine Vorgänger. Aus diesem Grund wurde der Regierungsapparat erneut unter dem Gesichtspunkt der Wirtschaftlichkeit umorganisiert. Dabei ging er vor allem gegen Geldverschwendungen vor. Während seiner Zeit verlor Oklahoma aufgrund eines Bevölkerungsrückgangs zwei Sitze im Kongress. Deshalb mussten die Wahlbezirke für die Kongresswahlen neu aufgeteilt werden. Damals erhielten auch die Frauen das Recht, als Geschworene vor Gericht Dienst tun zu dürfen.
Nach dem Ende seiner vierjährigen Amtszeit war Johnson Murray als Anwalt in Texas und Oklahoma tätig. Außerdem war er Rechtsberater des Wohlfahrtsministeriums von Oklahoma. Johnston Murray starb im Jahr 1974. Er war mit Willie Roberta Emerson verheiratet, das Paar hatte ein gemeinsames Kind.